# 尾田組
株式会社尾田組（おだぐみ）は奈良県奈良市にある建設会社。

## 歴史
1830年（天保元年）創業とされている。これはこの年に奈良奉行所が発行した鑑札が現存しているからで、実際にはそれ以前から営業していたと考えられる。この頃は東大寺など寺社の修理が主な事業で、東大寺の門前を東に行った手向山八幡宮付近で営業を行っていた。
明治初期、その後奈良国立博物館旧館が建つ付近に移って営業を行う。この場所は東大寺、興福寺、春日大社などに近く宮大工の仕事に便利であるとともに、奈良市の近代化に伴う建築の仕事にも便利な地点であった。
1885年（明治18年）12月に内閣制度が開始され宮内省が発足すると、尾田組は古社寺の修理をしていた関係から宮内省御用達の企業に指定される。その後奈良県内を主とする多数の御陵の修復工事を請け負うことになった。

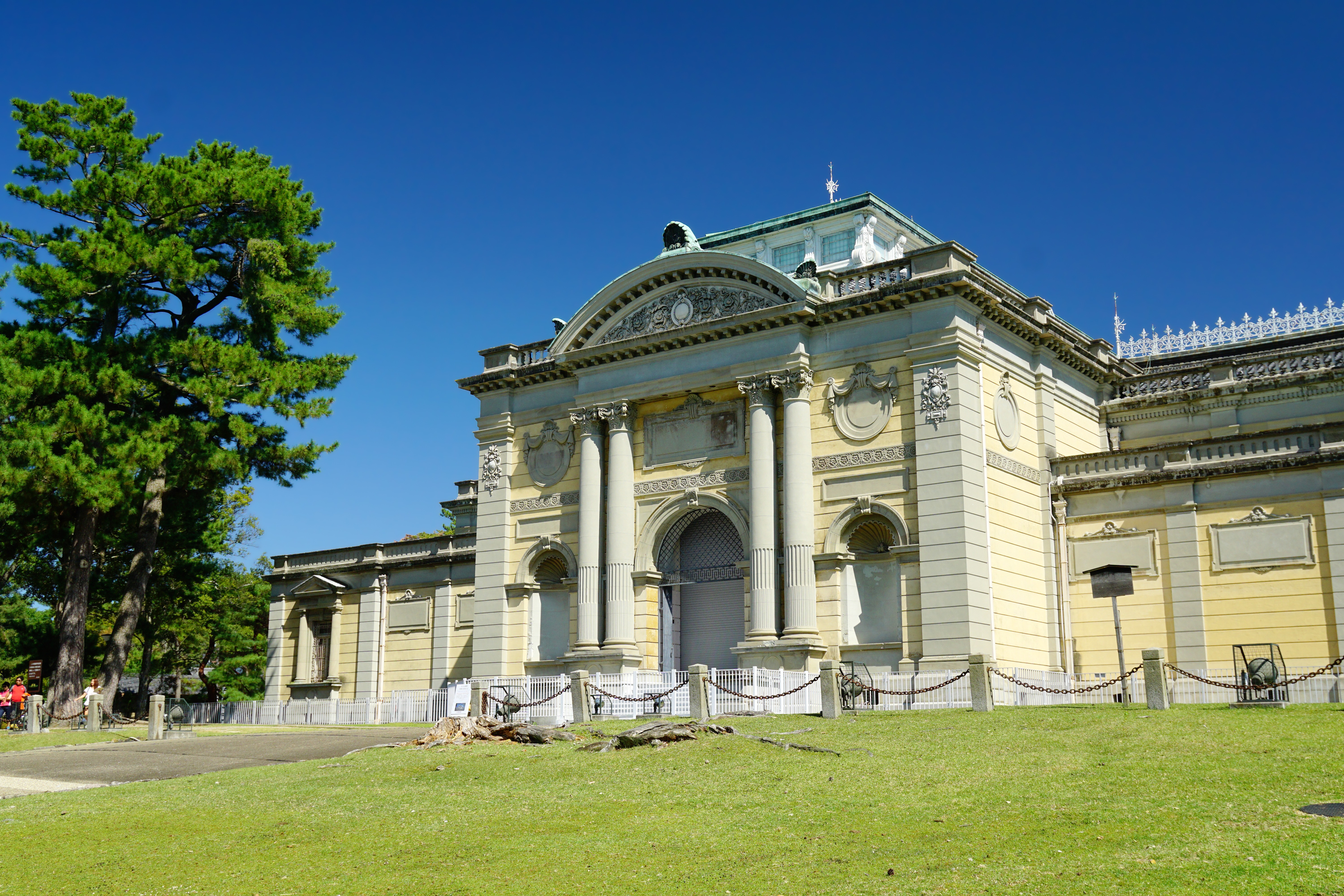
旧帝国奈良博物館本館
（奈良国立博物館なら仏像館）

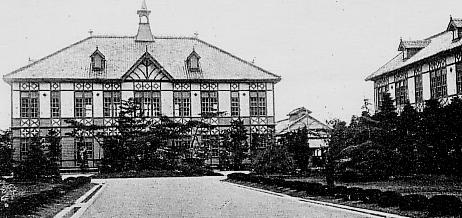
奈良女子高等師範学校本館

1889年（明治22年）、帝国奈良博物館（現・奈良国立博物館）の建設決定に伴い本社を春日野町に移転。この年には奈良を代表する高級料亭旅館となる菊水楼の本館建設に着工し2年後に完成した。
1892年（明治25年）2月29日、清水組（現・清水建設）と共に請け負った帝国奈良博物館の建設起工。博物館は宮廷建築家・片山東熊の設計による木骨煉瓦造り平屋モルタル外装のネオ・バロック様式の洋風建築で1894年（明治27年）12月19日に竣工した。
1899年（明治32年）から翌年にかけて、奈良公園の改良整備事業の最重要工事として奈良県が実施した春日奥山周遊道路建設のすべてを担当した。それまでの林道を拡張する全長11キロメートルの工事であった。
1908年（明治41年）、奈良女子高等師範学校本館（現・奈良女子大学記念館）の建築を請け負いその設計、施工を行う。建物は1909年（明治42年）10月25日に完成し、尾田組にとっても記念碑的な作品となる。これら明治期の発展を担ったのは5代目棟梁の尾田利平であった。
1922年（大正11年）、生駒山登山自動車道路の新設工事を行う。なお大正期から昭和戦前期の経営を担ったのは6代目の尾田利吉である。
1946年（昭和21年）、7代目尾田利一が軍隊から帰宅し支配人となる。第二次世界大戦後の混乱期は寺社関係の仕事は全くなく事務所や個人住宅の建設修理が多かったが、土木関係は道路建設などの仕事が増えていった。

## 設立後

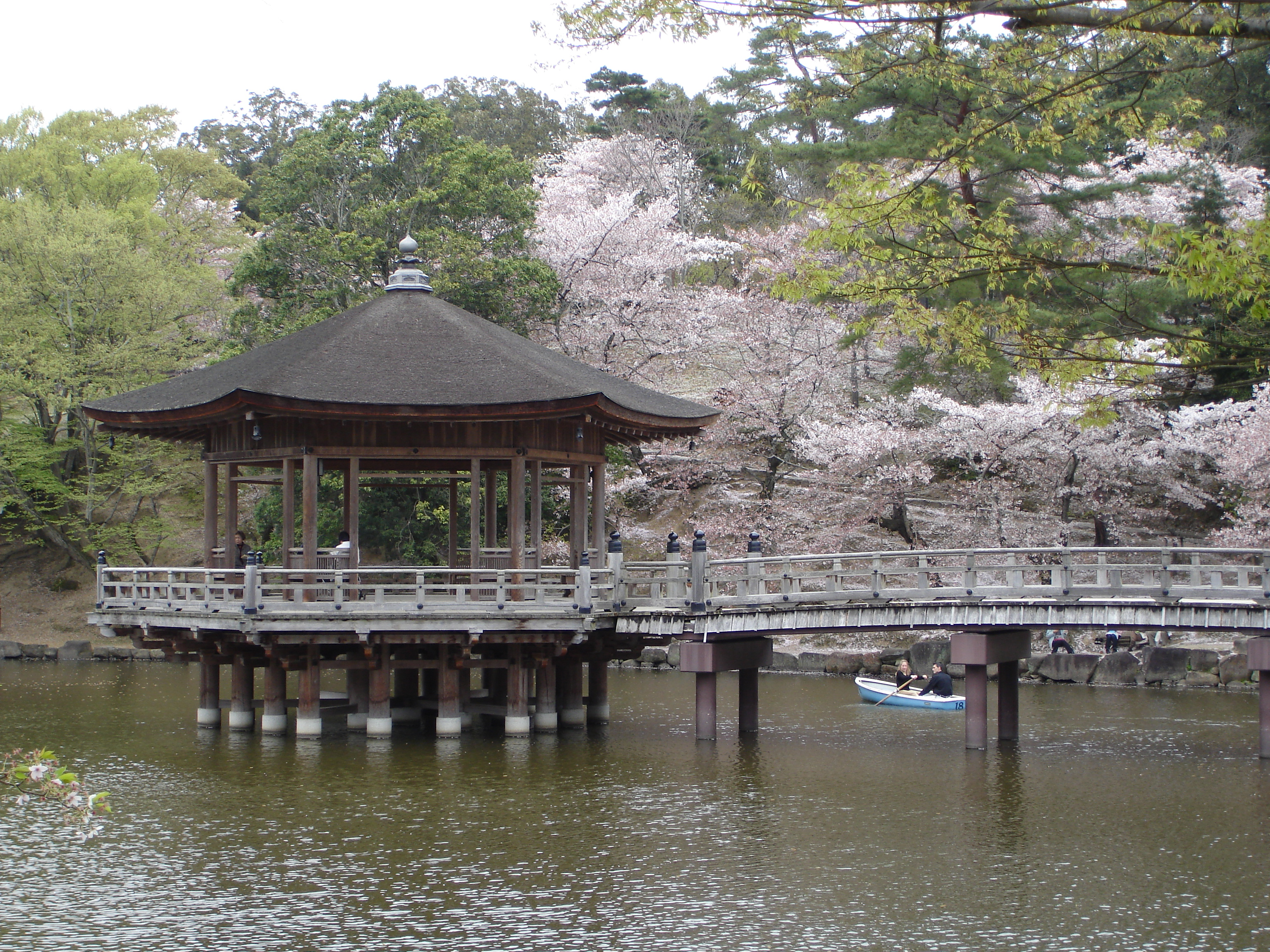
浮見堂

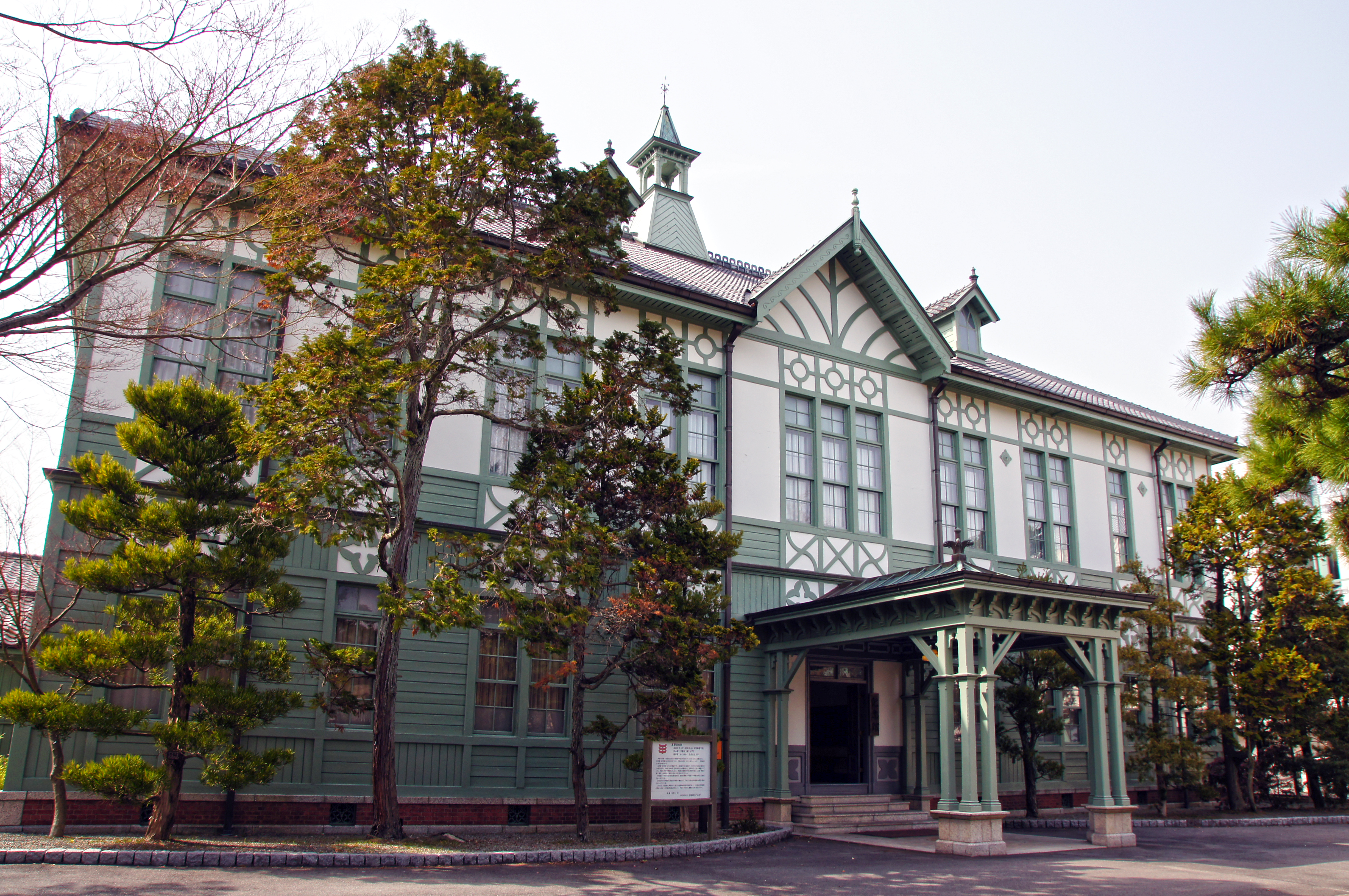
奈良女子大学記念館

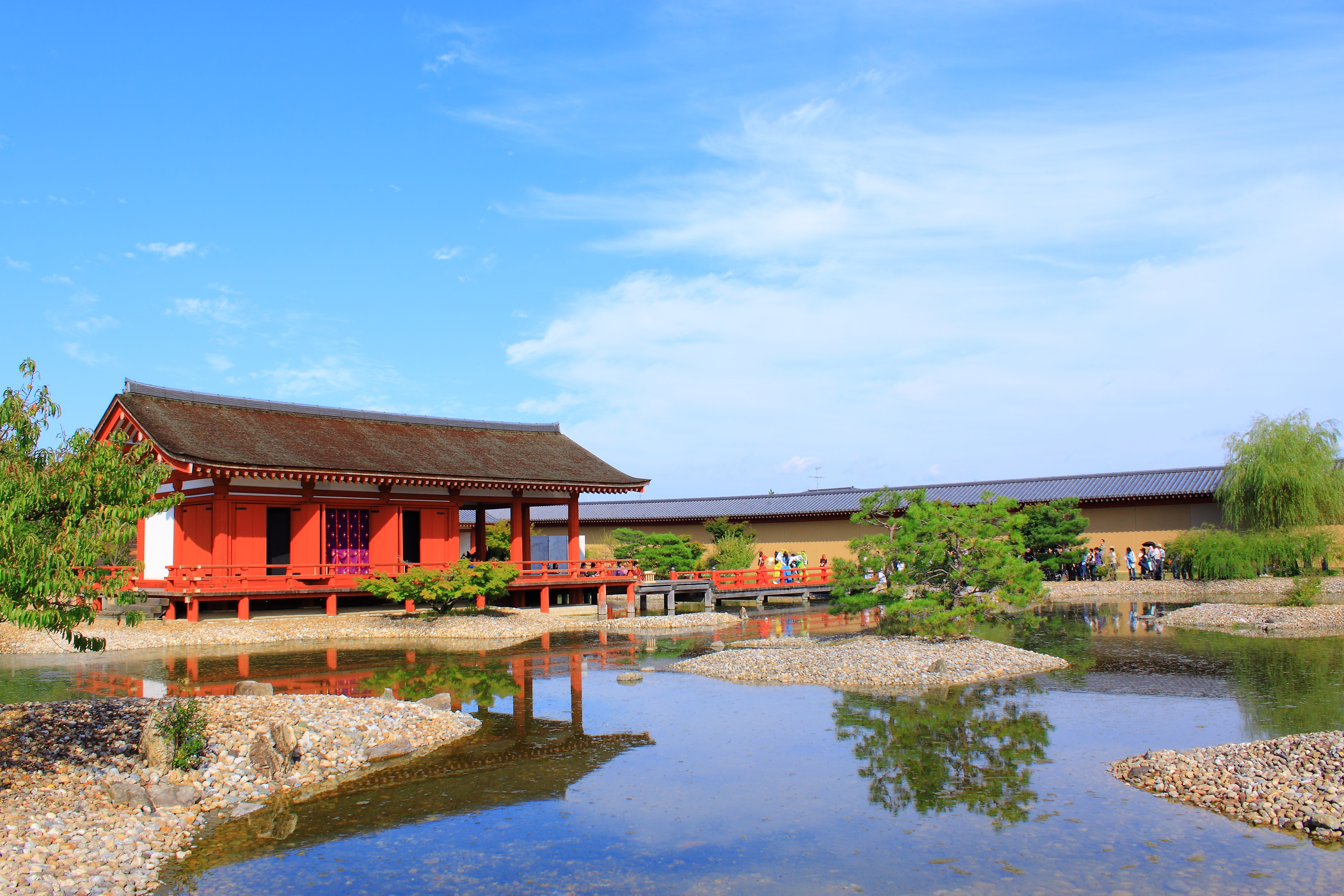
平城宮跡東院庭園

1953年（昭和28年）株式会社設立、資本金は500万円。その後増資をへて1985年（昭和60年）以降は資本金5,000万円となる。
寺社関係の仕事は常にあるわけではなく、宮大工から発展した企業としてその技術伝承は大きなテーマであった。尾田組では「古建築は任せろ」の気概のもとに、それらの仕事は解体作業から採算を度外視して請け負った。戦前までは毎日午前3時ごろから集まってくる大工や土工をその日に必要な人数だけ雇っていたが、戦後は大工を直傭とし棟梁が彼らを束ねて仕事をするようになり、優秀な大工に若い社員の大工を張りつけて技術を伝承させる工夫をした。
1992年（平成4年）には8代目の尾田芳信が社長となる。1999年（平成11年）現在の尾田組の業務は、建築、土木、営繕、ガス設備、及び古建築の模型作りの5部門に分かれている。
尾田組の技術は近年でも、なら・シルクロード博覧会の奈良公園館（現・奈良公園シルクロード交流館）建設、奈良公園の浮見堂修復、重要文化財となった奈良女子大学記念館（旧本館）の改修など奈良の景観形成に貢献している。
特に平城宮跡の復原整備工事の中でも重要な東院庭園の復原整備が注目される。東院庭園は奈良国立文化財研究所が1967年（昭和42年）以来発掘調査を続け1993年（平成5年）から東院庭園整備事業が開始された。工事は形式上は大林組が請け負ったが、その下請けという形で尾田組が庭園全体の整備、3つの建物と付属する反橋と平橋、ならびに南面大垣の復原とそのすべてを施工した。
2005年（平成17年）に本社を奈良市高畑町に移転。その後2008年（平成20年）には旧本社地の東大寺門前（奈良市春日野町）に総合飲食施設・ふれあい回廊「夢しるべ風しるべ」を開設し地元奈良の観光発展にも寄与している。
また奈良の四季を彩る祭礼、東大寺のお水取り、率川神社のゆり祭、興福寺の薪能、春日大社摂社若宮のおん祭などでは、舞台作り、矢来、幔幕などの設営を請け負い、伝統行事を陰で演出している。